# Parallelia rigidistria
Parallelia rigidistria är en fjärilsart som beskrevs av Achille Guenée 1852. Parallelia rigidistria ingår i släktet Parallelia och familjen nattflyn. Inga underarter finns listade i Catalogue of Life.